# Odsonne Edouard
Odsonne Edouard (Kourou, Guyana Francesa, 16 de enero de 1998) es un futbolista francés. Juega como delantero y su equipo es el Crystal Palace F. C. de la Premier League de Inglaterra.

## Trayectoria

### Juveniles
Se formó en la academia de fútbol de Bobigny hasta los 13 años.
El 1 de julio de 2011 llegó a París y se unió a la academia del París Saint-Germain Football Club.
A comienzos de 2014 viajó por primera vez a Doha con el PSG sub-17 para participar en la Al Kass International Cup 2014, a pesar de dar un año de ventaja. Debutó en el torneo internacional el 13 de enero contra Barcelona, fue titular con el dorsal número 9 y marcó un hat-trick, pero perdieron 4 a 3. En el segundo y último partido de la fase de grupos, jugó los 90 minutos pero perdieron 2 a 1 contra Kashiwa Reysol. PSG quedó eliminado y por primera vez no llegó al podio del torneo. De igual manera, jugaron un partido por el noveno y décimo lugar del torneo contra Auxerre, Odsonne ingresó al minuto 71 y anotó el último tanto de la goleada 8 a 0.
Con 16 años, 9 meses, y 18 días debutó en la Champions League Juvenil con el dorsal número 18, jugó contra el APOEL el 5 de noviembre en la fase de grupos, ingresó en el minuto 58 y ganaron 6 a 0. Fue convocado para jugar contra el Ajax, pero estuvo en el banco de suplentes sin ingresar y perdieron 6 a 3. En el último partido de la fase de grupos, debían ganar para pasar a octavos de final, jugaron contra el Barcelona el 9 de diciembre, Edouard ingresó en el minuto 79 pero empataron 0 a 0 y quedaron eliminados.
Al año siguiente, viajó nuevamente a Doha con el equipo sub-17 del PSG, para disputar la Al Kass International Cup 2015, le fue adjudicado el dorsal número 9.
El primer partido del certamen amistoso internacional fue el 6 de febrero de 2015, jugó contra el Atlético de Madrid, en el minuto 47 anotó su primer gol, finalmente ganaron 3 a 0 y fue elegido el jugador del partido. El segundo y último partido de la fase de grupos, lo jugó el 8 de febrero contra São Paulo, ingresó al minuto 59 cuando iban perdieron 4 a 0, finalmente fueron derrotados 5 a 0, fue su segunda experiencia contra un equipo sudamericano, nuevamente desfavorable. Igualmente clasificaron a la siguiente fase como segundos del grupo.
En cuartos de final, se enfrentaron a Aspire International, un combinado de jugadores internacionales de la academia Aspire, que en fase de grupos habían derrotado al Real Madrid y Schalke 04. El encuentro fue el 11 de febrero, Edouard fue titular y ganaron 4 a 0. En la semifinal su rival fue el Arsenal, el partido fue el 13 de febrero, jugó todo el encuentro, en el minuto 48 anotó su segundo gol del torneo y finalmente derrotaron al club inglés 2 a 1, fue elegido nuevamente el jugador del partido.
En la final, se encontraron otra vez al São Paulo, esta vez Odsonne jugó todo el encuentro, comenzaron perdiendo 1 a 0 pero la fusée anotó el empate en el minuto 79, para que el partido termine 1 a 1. Fueron a penales y esta vez derrotaron al club brasileño, por 4 a 3. París Saint-Germain logró su segundo título de cuatro ediciones jugadas.
Luego de su gran Campeonato Europeo Sub-17, fue invitado al plantel absoluto del PSG para entrenar en la pretemporada 2015-16. Debutó con el club parisino en un amistoso internacional, el 12 de julio de 2015 en Viena contra el Wiener SK, Odsonne ingresó en el minuto 80 por Jean-Kévin Augustin y ganaron 3 a 0.
Finalmente fue incorporado en la reserva del PSG, para ganar minutos en cancha jugando contra mayores.
Debutó en el Championnat de France Amateurs el 15 de agosto, jugó como titular contra el Wasquehal pero perdieron 1 a 0. El 29 de agosto anotó su primer gol en la cuarta división francesa, fue en el minuto 52 contra el Calais, ganaron 2 a 0.
Fue parte de la plantilla del PSG que disputó la Champions League Juvenil 2015-16, le fue asignado el dorsal número 9. El 15 de septiembre en el primer partido de la fase de grupos, jugó como titular por primera vez en esta competición pero empataron 0 a 0 contra el Malmö. En su tercer partido, jugó nuevamente contra Malmö, esta vez anotó su primer gol en la competición y ganaron 3 a 0. El último partido del grupo, fue el 8 de diciembre, contra el Shajtar Donetsk, Odsonne jugó como titular, anotó 2 goles y ganaron 5 a 2. Clasificaron a octavos de final, al quedar en primer lugar, dejando en segundo lugar al Real Madrid.

#### Participaciones con juveniles
| Competición                      | Sede         | Resultado      | Partidos | Goles |
| -------------------------------- | ------------ | -------------- | -------- | ----- |
| Marveld Tournament 2013          | Países Bajos | Subcampeón     | ?        | 4     |
| Al Kass International Cup 2014   | Catar        | Noveno puesto  | 3        | 4     |
| Champions League Juvenil 2014-15 | Suiza        | Fase de grupos | 2        | 0     |
| Al Kass International Cup 2015   | Catar        | Campeón        | 5        | 3     |
| Champions League Juvenil 2015-16 | Suiza        | Subcampeón     | 8        | 3     |

### Primeros pasos como profesional en Toulouse
El 9 de agosto de 2016 fue cedido por una temporada por el París Saint-Germain Football Club al Toulouse Football Club.
Debutó en un partido oficial como profesional el 14 de agosto en la primera jornada de la Ligue 1, ingresó al minuto 73 para enfrentar al Olympique de Marsella en el Stade Vélodrome ante más de 37 300 espectadores, y empataron sin goles. Utilizó la camiseta número 18, jugó con 18 años y 211 días.

## Selección nacional
Ha sido internacional con la selección de Francia en las categorías sub-17 y sub-18.
Fue convocado por primera vez para disputar la ronda clasificatoria del Campeonato Europeo Sub-17 de la UEFA 2015, Francia quedó en el grupo 4 con Chipre, Inglaterra y Macedonia.
Debutó con la selección el 25 de octubre de 2014 contra Macedonia, ingresó en el minuto 51 por Yann Karamoh y ya en tiempo cumplido anotó su primer gol, para finalizar el encuentro 3 a 0. El 27 de octubre jugó su segundo partido, esta vez como titular contra Chipre, mostró buen nivel y anotó su primer doblete, con goles en los minutos 18 y 75, ganaron 4 a 0. Su siguiente encuentro fue contra Inglaterra el 30 de octubre, jugó desde el principio pero fue reemplazado y perdieron 3 a 1. A pesar de la derrota clasificaron a la Ronda Élite como segundos de su grupo con 6 puntos, en primer lugar quedaron los ingleses que ganaron los 3 encuentros.
El 17 de diciembre jugó un partido amistoso contra Rumania, disputó el primer tiempo y ganaron 3 a 1. El 19 de febrero de 2015 jugaron otro amistoso, contra Bélgica, fue titular y anotó su segundo doblete, ganaron 5 a 0.
Fue convocado para defender la selección en la Ronda Élite, quedaron en el grupo 1 con España, Israel y Suecia. El 20 de marzo jugó contra Israel, ingresó al minuto 58 y ganaron 1 a 0. Su segundo partido de la ronda fue el 22 de marzo contra Suecia, jugó todo el encuentro, anotó dos goles, uno al primer minuto, otro al último y ganaron 7 a 1. El último partido del grupo fue contra España, Odsonne no jugó, empataron 1 a 1 y clasificaron como primeros a la fase final del Campeonato Europeo Sub-17.
El entrenador Jean-Claude Giuntini convocó a Odsonne para jugar el campeonato sub-17 en Bulgaria. Francia quedó en el grupo C con Escocia, Grecia y Rusia.
Su primer rival fue Escocia, el 7 de mayo se enfrentaron y ganaron 5 a 0, Edouard fue titular y anotó un gol al minuto 25. El 10 de mayo jugaron contra Rusia, fue un partido parejo, Odsonne convirtió al minuto 50 el único gol del encuentro para lograr los 3 puntos. Ya clasificados a la siguiente fase, restaba disputar un encuentro para asegurar el primer lugar. La fase de grupos terminó el 13 de mayo contra Grecia, ganaron 1 a 0 y Odsonne no fue parte del encuentro.
En cuartos de final, quedaron emparejados con Italia y se enfrentaron el 16 de mayo, Edouard jugó los 80 minutos y se despachó con un doblete, su tercero con la selección, ambos goles fueron de rabona, y lograron el triunfo por 3 a 0. El 19 de mayo jugaron contra Bélgica la semifinal, al minuto 23 anotó un gol pero los belgas empataron el encuentro y fueron a penales, luego de varios fallos de ambos equipos, le quedó a Odsonne el último penal y lo convirtió, clasificaron a la final del certamen europeo.
Alemania no conocía la derrota en la competición y se enfrentaron en la final el 22 de mayo ante más de 14.000 personas en el Lazur Stadium, Osdonne brilló y anotó su primer triplete con la selección, lo que permitió el triunfo 4 a 1. Francia consiguió su segundo título como campeón de Europa Sub-17. Edouard fue el máximo goleador del campeonato, además se convirtió en el jugador con más goles en fases finales con 8 anotaciones, superando los 7 goles que convirtió Jonathan Soriano en 2002, también es el único jugador que anotó tres goles en una final de la competición. Fue incluido en el equipo ideal del Campeonato de Europa Sub-17 del 2015, también fue elegido el mejor jugador de la competencia.
Francia clasificó a la Copa Mundial Sub-17 de 2015, con sede en Chile.
Fue convocado por Jean-Claude Giuntini para participar del Torneo Limoges Sub-18 2015, aunque fueron citados jugadores sub-17 para prepararse para la Copa Mundial de la categoría. Estados Unidos y Australia, también llevaron su plantel sub-17 para preparase pensando en el mundial, el cuadrangular lo completó la sub-19 de Stade Rennais.
El 2 de septiembre debutó en Limogés, jugó como titular contra Stade Rennais y a pesar de dar 2 años de ventaja anotó un gol al minuto 30, finalmente empataron 1 a 1. El segundo encuentro, el 4 de septiembre, fue contra Estados Unidos, fue titular y empataron 0 a 0. El 6 de septiembre jugaron el último partido, Odsonne fue suplente, ingresó al minuto 66 y cinco minutos le bastaron para anotar su segundo gol del torneo, ganaron 6 a 0. Francia finalizó el torneo con 5 puntos, y por mejor diferencia de goles se coronó campeón. Edouard, con sus dos tantos, fue el goleador del torneo.
El 25 de septiembre fue confirmado por el técnico en la plantilla para participar en la Copa Mundial Sub-17.
Debutó a nivel mundial el 19 de octubre de 2015, jugó como titular con el dorsal número 8 contra Nueva Zelanda, al minuto 92 anotó su primer gol en la competición y sentenció el 6 a 1 a favor. Francia mostró un buen nivel, clasificó como primero del grupo, con 9 puntos sobre 9. En octavos de final, jugaron contra Costa Rica, fue un partido parejo en el que empataron sin goles luego de los 90 minutos, fueron a una prórroga pero tampoco pudieron abrir el marcador, mediante penales se decidió al ganador, Odsonne pateó el primer remate francés, lo convirtió, pero su compañero Cognat lo falló y los ticos tuvieron eficacia total, por lo que clasificaron a cuartos de final eliminando al campeón europeo. Edouard jugó 4 partidos y anotó 2 goles.
El 22 de enero de 2016, fue convocado para jugar la Copa del Atlántico, un cuadrangular amistoso sub-18.
El 2 de febrero volvió a jugar con la selección, esta vez en la categoría sub-18, disputó el primer tiempo contra Islas Canarias y ganaron 2 a 0. Al otro día, jugaron contra Estados Unidos, ingresó en el segundo tiempo, anotó un gol y ganaron 5 a 0. Fue contra España, el último partido del cuadrangular, Edouard jugó como titular pero no se sacaron diferencias y empataron 0 a 0. Francia logró 7 puntos, y por diferencia de goles se quedó con el título.

### Participaciones en juveniles
| Competición                                                               | Sede            | Resultado        | Partidos | Goles |
| ------------------------------------------------------------------------- | --------------- | ---------------- | -------- | ----- |
| Fase de clasificación para el Campeonato de Europa Sub-17 de la UEFA 2015 | Chipre          | Clasificó        | 3        | 3     |
| Ronda Élite para el Campeonato de Europa Sub-17 de la UEFA 2015           | España          | Clasificó        | 2        | 2     |
| Campeonato de Europa Sub-17 de la UEFA 2015                               | Bulgaria        | Campeón          | 5        | 8     |
| Copa Mundial Sub-17 de 2015                                               | Chile           | Octavos de final | 4        | 2     |
| Fase de clasificación para el Campeonato de Europa Sub-19 de la UEFA 2017 | República Checa | Clasificó        | 3        | 3     |

## Estadísticas
| Club | Div.          | Temporada     | Liga nacional(1) | Liga nacional(1) | Liga nacional(1) | Copas nacionales(2) | Copas nacionales(2) | Copas nacionales(2) | Torneos internacionales(3) | Torneos internacionales(3) | Torneos internacionales(3) | Total | Total | Total  | Media goleadora |
| Club | Div.          | Temporada     | Part.            | Goles            | Asist.           | Part.               | Goles               | Asist.              | Part.                      | Goles                      | Asist.                     | Part. | Goles | Asist. | Media goleadora |
| --- | ------------- | ------------- | ---------------- | ---------------- | ---------------- | ------------------- | ------------------- | ------------------- | -------------------------- | -------------------------- | -------------------------- | ----- | ----- | ------ | --------------- |
| Toulouse F. C. Francia | 1.ª           | 2016-17       | 16               | 1                | 0                | 1                   | 0                   | 0                   | ―                          | ―                          | ―                          | 17    | 1     | 0      | 0.06            |
| Toulouse F. C. Francia | Total club    | Total club    | 16               | 1                | 0                | 1                   | 0                   | 0                   | 0                          | 0                          | 0                          | 17    | 1     | 0      | 0.06            |
| Celtic F. C. Escocia | 1.ª           | 2017-18       | 22               | 9                | 3                | 4                   | 2                   | 1                   | 3                          | 0                          | 0                          | 29    | 11    | 4      | 0.38            |
| Celtic F. C. Escocia | 1.ª           | 2018-19       | 32               | 15               | 5                | 7                   | 3                   | 1                   | 13                         | 5                          | 1                          | 52    | 23    | 7      | 0.44            |
| Celtic F. C. Escocia | 1.ª           | 2019-20       | 27               | 22               | 7                | 7                   | 1                   | 2                   | 13                         | 6                          | 5                          | 47    | 29    | 14     | 0.62            |
| Celtic F. C. Escocia | 1.ª           | 2020-21       | 31               | 18               | 4                | 2                   | 0                   | 0                   | 7                          | 4                          | 0                          | 40    | 22    | 4      | 0.55            |
| Celtic F. C. Escocia | 1.ª           | 2021-22       | 4                | 2                | 0                | 1                   | 1                   | 0                   | 6                          | 0                          | 0                          | 11    | 3     | 0      | 0.27            |
| Celtic F. C. Escocia | Total club    | Total club    | 116              | 66               | 19               | 21                  | 7                   | 4                   | 42                         | 15                         | 6                          | 179   | 88    | 29     | 0.49            |
| Crystal Palace F. C. Inglaterra | 1.ª           | 2021-22       | 28               | 6                | 3                | 3                   | 0                   | 0                   | ―                          | ―                          | ―                          | 31    | 6     | 3      | 0.19            |
| Crystal Palace F. C. Inglaterra | 1.ª           | 2022-23       | 35               | 5                | 2                | 2                   | 2                   | 0                   | ―                          | ―                          | ―                          | 37    | 7     | 2      | 0.19            |
| Crystal Palace F. C. Inglaterra | 1.ª           | 2023-24       | 30               | 7                | 0                | 3                   | 1                   | 0                   | ―                          | ―                          | ―                          | 33    | 8     | 0      | 0.24            |
| Crystal Palace F. C. Inglaterra | 1.ª           | 2024-25       | 2                | 0                | 0                | 0                   | 0                   | 0                   | ―                          | ―                          | ―                          | 2     | 0     | 0      | 0               |
| Crystal Palace F. C. Inglaterra | Total club    | Total club    | 95               | 18               | 5                | 8                   | 3                   | 0                   | 0                          | 0                          | 0                          | 103   | 21    | 5      | 0.2             |
| Leicester City F. C. Inglaterra | 1.ª           | 2024-25       | 3                | 0                | 0                | 2                   | 0                   | 0                   | ―                          | ―                          | ―                          | 5     | 0     | 0      | 0               |
| Leicester City F. C. Inglaterra | Total club    | Total club    | 3                | 0                | 0                | 2                   | 0                   | 0                   | 0                          | 0                          | 0                          | 5     | 0     | 0      | 0               |
| Total carrera | Total carrera | Total carrera | 230              | 85               | 24               | 32                  | 10                  | 4                   | 42                         | 15                         | 6                          | 304   | 110   | 34     | 0.36            |
| (1)Incluye datos de la Ligue 1, Scottish Premiership, Premier League. (2)Incluye datos de la Copa de la Liga de Francia, Copa de la Liga de Escocia, Copa de Escocia, Copa de la Liga de Inglaterra, FA Cup. (3)Incluye datos de la Liga de Campeones de la UEFA, Liga Europa de la UEFA. |               |               |                  |                  |                  |                     |                     |                     |                            |                            |                            |       |       |        |                 |

## Palmarés

### Campeonatos nacionales
| Título                     | Club                 | País       | Año  |
| -------------------------- | -------------------- | ---------- | ---- |
| Copa de la Liga de Escocia | Celtic F. C.         | Escocia    | 2018 |
| Scottish Premiership       | Celtic F. C.         | Escocia    | 2018 |
| Copa de Escocia            | Celtic F. C.         | Escocia    | 2018 |
| Copa de la Liga de Escocia | Celtic F. C.         | Escocia    | 2019 |
| Scottish Premiership       | Celtic F. C.         | Escocia    | 2019 |
| Copa de Escocia            | Celtic F. C.         | Escocia    | 2019 |
| Copa de la Liga de Escocia | Celtic F. C.         | Escocia    | 2020 |
| Scottish Premiership       | Celtic F. C.         | Escocia    | 2020 |
| Copa de Escocia            | Celtic F. C.         | Escocia    | 2020 |
| Community Shield           | Crystal Palace F. C. | Inglaterra | 2025 |

### Títulos internacionales
| Título                                 | Club (*)       | País     | Año  |
| -------------------------------------- | -------------- | -------- | ---- |
| Campeonato de Europa Sub-17 de la UEFA | Francia sub-17 | Bulgaria | 2015 |

(*) Incluyendo la selección.

### Distinciones individuales
| Distinción                                                             | Año  |
| ---------------------------------------------------------------------- | ---- |
| Goleador del Marveld Tournament (4 goles)                              | 2013 |
| Mejor jugador de la Al Kass International Cup                          | 2015 |
| Goleador del Campeonato de Europa Sub-17 de la UEFA (8 goles) (récord) | 2015 |
| Jugador de Oro del Campeonato de Europa Sub-17 de la UEFA              | 2015 |
| Equipo ideal del Campeonato de Europa Sub-17 de la UEFA                | 2015 |
| Goleador del Torneo Limoges (2 goles)                                  | 2015 |